# Каховская ГЭС
Каховская ГЭС имени П. С. Непорожнего (укр. Каховська ГЕС імені П. С. Непорожнього) — разрушенная гидроэлектростанция на реке Днепр на юге Украины. Являлась шестой и последней ступенью Днепровского каскада гидроэлектростанций. Располагалась в 5 км от города Новая Каховка Херсонской области .
Каховская ГЭС — одна из «великих строек коммунизма». Постановление о строительстве выпустили 20 сентября 1950 года, возведение плотины началось в 1952 году. Первый агрегат был запущен 18 октября 1955 года, через год — заработал последний шестой. 19 октября 1959 Каховская ГЭС была принята в промышленную эксплуатацию с установленной мощностью 312 МВт. В последующие годы станция неоднократно модернизировалась . Планировалось строительство ГЭС-2 .
Плотина подняла уровень воды на 16 метров и образовала Каховское водохранилище, затопившее важную для украинской истории местность Великий Луг. Из водохранилища запитывались Каховский канал (Южно-Украинский канал), Северо-Крымский канал, канал Днепр — Кривой Рог, обеспечивавшие питьевой водой миллионы людей и поддерживавшие сельское хозяйство в степной зоне .
Каховская ГЭС была захвачена российскими войсками 24 февраля 2022 года, в первый день вторжения на Украину. С 15 ноября 2022 станция перестала производить электроэнергию. 6 июня 2023 года, вероятно, в результате взрыва, исходящего из технического тоннеля, плотина разрушилась. Последовавшее наводнение затопило огромные территории и привело к большим человеческими жертвам, нанесло огромный экологический и материальный ущерб. В будущем, возможно, станция и водохранилище будут восстановлены .

## Расположение
Каховская ГЭС — пятая по размеру на территории Украины. Станция расположена на Днепре, в районе города Новая Каховка, ниже Каховского водохранилища, Северо-Крымского канала и Запорожской АЭС. Вниз по течению Днепра находятся сёла Николаевка, Ольговка, Тягинка, Понятовка, Ивановка, Днепряны, Корсунка, Крынки, Казачьи Лагери, город Херсон и другие населённые пункты.

## Конструкция станции
Каховская ГЭС — низконапорная русловая гидроэлектростанция (здание ГЭС входит в состав напорного фронта). Сооружения гидроузла включали в себя здание ГЭС, водосливную плотину, четыре земляные плотины, однокамерный судоходный шлюз с дамбами и верховым пирсом, головное сооружение Северо-Крымского канала, а также закрытое распределительное устройство (ЗРУ) напряжением 154 кВ. Общая протяжённость подпорных сооружений гидроузла составляла 3850 м. По сооружениям ГЭС были проложены автомобильная и железная дороги. Установленная мощность электростанции составляла 334,8 МВт, проектная среднегодовая выработка электроэнергии — 1420 млн кВт·ч. На 2021 год станцию обслуживали 250 работников.

### Земляные плотины
В состав сооружений станции входили четыре земляных плотины — русловая, пойменная, надпойменная, а также плотина между зданием ГЭС и судоходным шлюзом, образующие большую часть напорного фронта. Все земляные плотины, кроме расположенной между зданием ГЭС и судоходным шлюзом, построены путём намыва из мелкозернистых песков. Русловая плотина расположена между правым берегом и водосливной плотиной, её длина составляет 1206,5 м, максимальная высота, по разным источникам, 30 или 32 м, ширина по гребню — 73,16 м. В основании плотины находятся илистые грунты, к правому берегу, сложенному известняками, плотина примыкает при помощи врезки длиной 86 м и шириной 35 м. Со стороны верхового откоса гребень плотины закреплён железобетонными плитами толщиной, по разным данным, 0,5 — 0,65 м, а также наброской из горной массы толщиной 1,5 м, низовой откос — мощением из камня. Плотина между шлюзом и зданием ГЭС имела длину 188 м и максимальную высоту 21 м. Внутри плотины был уложен дренаж из асбоцементных труб. В отличие от остальных плотин, она была возведена путём отсыпки песков. Пойменная плотина расположена между судоходным шлюзом и надпойменной плотиной, имеет длину 500 м и максимальную высоту 17,5 м. Верховой откос плотины закреплён железобетонными плитами толщиной 0,2 м и каменным мощением. Надпойменная плотина находится между пойменной плотиной и левым берегом, длина плотины составляет 1275 м, максимальную высоту 12 м. Откосы плотины закреплены мощением камнем, в основании плотины выполнена цементационная завеса. Общий объём тела грунтовых плотин составляет 15 700 млн м³.

### Водосливная плотина
Водосливная плотина была расположена между русловой плотиной (сопряжение с которой происходит при помощи правобережного устоя) и зданием ГЭС, в основании сооружения залегают мелкозернистые пески. По конструкции плотина гравитационная бетонная, длиной, по разным данным, 435 м или 437,5 м, и наибольшей высотой 37 м. Всего в плотину было уложено 644 тыс. м³ бетона. Плотина разбита на 10 секций, по три водосливных пролёта шириной 12 м в каждой секции (секция, примыкающая к зданию ГЭС, имела только один пролёт). Всего имелось 28 водосливных пролётов, перекрываемых плоскими затворами, оперирование затворами производилось при помощи двух козловых кранов грузоподъёмностью 125 тонн. В теле плотины проходила смотровая потерна размером 2×2,5 м. Гашение энергии сбрасываемой воды происходило на водобое и рисберме. Водобой представлял собой железобетонную плиту длиной 32 м и толщиной 4 м, в конце которой находились гасители энергии, представляющие собой стенку высотой 2 м с прорезями. За водобоем располагалась рисберма длиной 68 м, состоящая из бетонных плит толщиной 2 — 2,5 м. За рисбермой был забит ячеистый зуб из металлического шпунта глубиной 10 м, за которым дно реки на протяжении 40 м было укреплено каменной наброской. Перед плотиной был размещён понур из суглинков длиной, по разным источникам, 50 м или 70 м, закреплённый бетонными плитами. Пропускная способность водосливной плотины составляла 19 600 м³/с при пропуске расчётного расхода (паводок повторяемостью один раз в 1000 лет) и 37 500 м³/с при пропуске поверочного расхода (паводок повторяемостью один раз в 10 000 лет). Суммарная водопропускная способность сооружений гидроузла (с учётом пропуска через гидроагрегаты, донные водосбросы здания ГЭС и судоходных шлюз) составляла 24 500 м³/с при пропуске расчётного расхода и 32 600 м³/с при пропуске поверочного расхода.

### Здание ГЭС
Здание ГЭС руслового типа (воспринимает напор воды) совмещено с донными водосбросами, состояло из трёх частей: собственно здания ГЭС, закрытого распределительного устройства и блока монтажной площадки. Здание было расположено между водосливной плотиной (с которой сопрягалось при помощи раздельной стенки) и земляной плотиной (с которой сопрягалось при помощи левобережного устоя). В основании здания ГЭС находятся мелкозернистые пески, под которыми залегают известняки скального выступа. Длина здания — 193 м, ширина 65,5 м, высота 35,4 м. Конструктивно здание ГЭС выполнено из монолитного железобетона 404 тыс. м³, разделяется на три строительных блока, монтажная площадка размещена в отдельном блоке. В каждом блоке расположены по два гидроагрегата и по четыре донных водосброса (расположенных выше спиральных камер гидроагрегатов), итого на ГЭС имелось 12 донных водосбросов, перекрываемых плоскими аварийно-ремонтными и ремонтными затворами. В 2005—2010 годах донные водосбросы были выведены из эксплуатации, их отверстия затампонированы. Пропускная способность водосбросов при пропуске расчётного расхода составляла 3090 м³/с, при этом для предотвращения размывов в нижнем бьефе включение водосбросов здания ГЭС предусматривалось только после открытия водосливной плотины и пропуска ей расходов в объёме не менее 5000 м³/с. Для оперирования затворами со стороны верхнего бьефа имелись два козловых крана грузоподъёмностью по 50 т, со стороны нижнего бьефа — два мостовых крана грузоподъёмностью по 30 т. Гашение потока сбрасываемой воды происходит на водобое и рисберме. Водобой длиной 48 м представлял собой железобетонную плиту толщиной 4 м. Рисберма длиной 52 м представляет собой бетонную плиту толщиной 2 м с дренажными отверстиями, расположенную на песчано-гравелистом фильтре. Конец рисбермы был закреплён ячеистым зубом из шпунта и каменной наброски. Противофильтрационная система здания ГЭС включала в себя понур длиной 61 м из суглинков, защищённого от размыва бетонными плитами, и верхового шпунтового ряда, прорезающего разрушенные известняки скального выступа. Ещё один шпунтовый ряд расположен под зданием ГЭС и предназначен для предотвращения перехода песчаных грунтов в разжиженное состояние.
В машинном зале Каховской ГЭС были установлены 6 вертикальных гидроагрегатов мощностью по 55,8 МВт с поворотно-лопастными турбинами, работающими при расчётном напоре, по разным данным, 13,8 м или 15 м. Для перемещения элементов гидроагрегатов использовались два мостовых крана, грузоподъёмностью по 250 т. Гидротурбины были изготовлены харьковским заводом «Турбоатом», синхронные генераторы напряжением 13,8 кВ — харьковским заводом «Электротяжмаш», электрические трансформаторы — Запорожским трансформаторным заводом.

### Схема выдачи мощности
Особенностью Каховской ГЭС являлось размещение оборудования, обеспечивающего выдачу мощности станции, в отдельном четырёхэтажном помещении закрытого распределительного устройства (ЗРУ) напряжением 154 кВ, примыкающему к машинному залу со стороны нижнего бьефа. На первом этаже здания находились две секции главной системы шин и шинные разъединители, на втором — элегазовые выключатели, на третьем — шесть трёхфазных силовых трансформаторов и линейные разъединители, на четвёртом — обходная система шин с обходными разъединителями. С гидроагрегатов электроэнергия на напряжении 13,8 кВ передавалась на силовые трансформаторы (каждый генератор подключён к своему трансформатору) и далее через распределительное устройство — в энергосистему по шести линиям электропередачи.

### Судоходный шлюз
Для пропуска через гидроузел речных судов использовался однониточный однокамерный судоходный шлюз с аванпортом, низовым походным каналом, расположенный на левом берегу. Шлюз выдвинут в сторону верхнего бьефа, состоит из верхней головы, камеры, нижней головы и расположенной за нижней головой дополнительной доковой секции с автомобильным и железнодорожным мостовыми переходами. На нижней голове расположены двустворчатые ворота, на верхней голове — плоские. Система питания шлюза распределительная, через донные водопроводные продольные галереи с выпусками, расположенными по всей длине камеры. Длина камеры шлюза — 320 м, ширина — 18 м, время наполнения и опорожнения камеры — 10 минут. В шлюз уложено 3264 тыс. м³ бетона. Со стороны верхнего и нижнего бьефов камеры и головы шлюза были защищены от воздействия волн пришлюзовыми дамбами, откосы которых были закреплены бетонными плитами. Также имелась примыкающие к шлюзу дамба низового подхода длиной 1,4 км с причалами и верховой пирс (также выполняющий функции причальной стенки), представляющий собой железобетонную стенку из 37 секций длиной по 24 м. Расположенный в верхнем бьефе аванпорт шлюза, помимо верхового пирса, образует отдельная дамба-волнолом длиной 1,1 км и максимальной высотой 17,2 м.

### Водохранилище
Напорные сооружения ГЭС образовывали крупное Каховское водохранилище. Площадь водохранилища при нормальном подпорном уровне составляла 2155 км², длина — 238 км, максимальная ширина — 24 км, максимальная глубина — 36 м. Полная и полезная ёмкость водохранилища составляла 18,2 и 6,8 км³ соответственно, что позволяло осуществлять суточное и недельное регулирование стока (ёмкость водохранилища достаточна для обеспечения работы ГЭС в режиме регулирования неравномерностей энергопотребления в энергосистеме в течение суток и недели). Отметка нормального подпорного уровня водохранилища составляла 16 м над уровнем моря (по Балтийской системе высот), форсированного подпорного уровня — 18 м, уровня мёртвого объёма — 12,7 м.

## Экономическое значение
Вырабатываемое станцией электричество играло сравнительно небольшую роль в энергетике Украины. Среднегодовая выработка составляла 1,4 млрд кВт·ч, или 0,7 % от общего энергетического баланса страны. Однако работа Каховской ГЭС регулировала частоту в энергосистемах, сглаживая пики потребления в Херсонской, Николаевской и Запорожской областях. С ноября 2022 года ГЭС перестала вырабатывать электроэнергию.
Основное значение станция имела для водоснабжения южной Украины. Строительство Каховского гидроузла подняло уровень воды Днепра до 16 м, образовав Каховское водохранилище объёмом 18,19 км³. Из водохранилища вода попадала в Каховский канал (Южно-Украинский канал), Северо-Крымский канал, Канал Днепр — Кривой Рог. Каховский гидроузел был вторым по величине водохранилищем Украины, обеспечивающим водой четыре области — Херсонскую, Николаевскую, Запорожскую и Днепропетровскую. Вода из хранилища поступала по сети каналов, включая Каховский канал (Южно-Украинский), канал Днепр — Кривой Рог, Верхне-Гачинский и Северо-Крымский каналы. От воды из Каховского водохранилища зависели более 700 000 человек на юге Украины, включая жителей Херсона, Никополя, Марганца и Покрова.

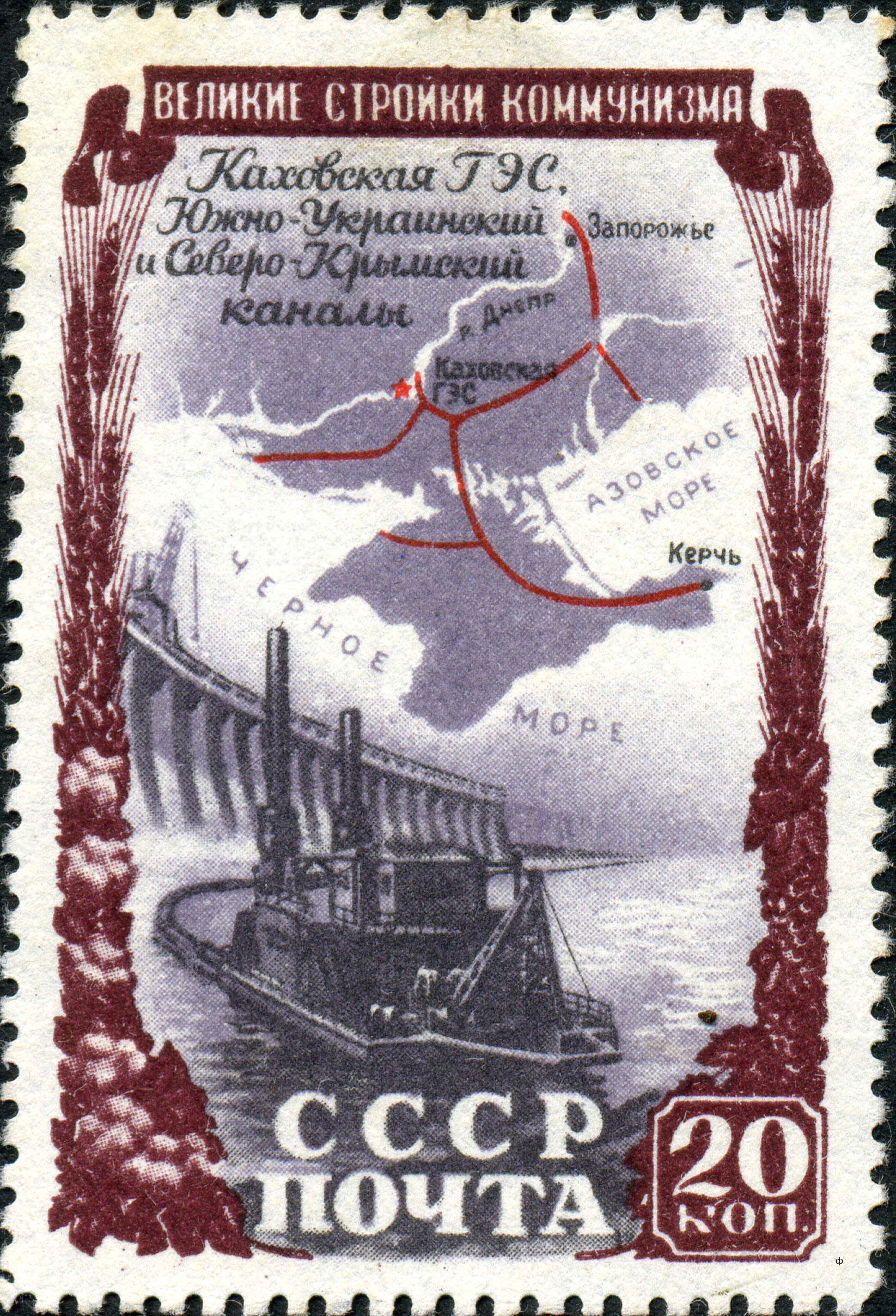
Почтовая марка СССР серии «Стройки коммунизма» с изображением Каховской ГЭС, 1951 год

Внедрение оросительной системы Каховского комплекса позволило решить проблему засух, пыльных бурь и неурожаев на юге Украины. За счёт этого регион стал одним из самых продуктивных в стране. До разрушения станции на орошаемых из Каховского водохранилища территориях выращивали до 80 % всех овощей Украины. По состоянию на 2021 год, вода из Каховского водохранилища поступала более чем на 350 000 га только в Херсонской области и снабжала 94 % оросительных систем для сельского хозяйства в Херсонской области, 74 % в Запорожской и 30 % в Днепропетровской. Большинство орошаемых полей в регионе отведены под выращивание кукурузы и сои — основных экспортных товаров Украины.
Также воду из Каховского водохранилища перекачивали в пруд-охладитель, используемый для охлаждения реакторов и отработанного ядерного топлива Запорожской АЭС.

## История

### Строительство

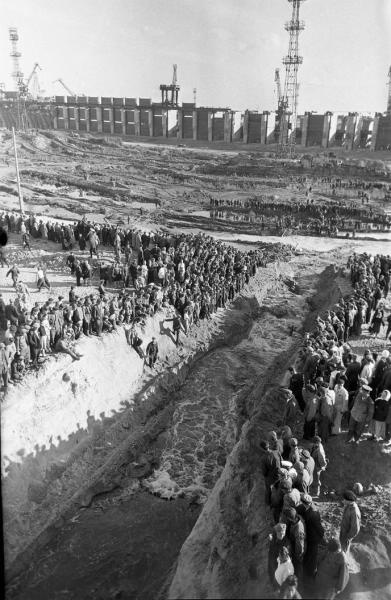
Затопление котлована ГЭС

План использовать гидропотенциал Днепра был закреплён в Государственном плане электрификации (ГОЭЛРО). В соответствии с ним в 1927 году началось строительство Днепровской ГЭС в Запорожье. В начале 1930-х была сформулирована идея создания каскада водохранилищ, решавших комплекс энергетических, транспортных и ирригационных задач. После ДнепроГЭСа должны были строить Кременчугскую ГЭС и Днепродзержинскую ГЭС, однако очередность скорректировал Сталинский план преобразования природы.
Первоначальной целью новой ГЭС являлось не столько производство электроэнергии, сколько обеспечение устойчивых урожаев на плодородных, но засушливых землях Херсонской и
Запорожской областей, а также Крыма. Постановление «О строительстве Каховской гидроэлектростанции на Днепре, Южно-Украинского канала, Северо-Крымского канала и орошения земель южных районов Украины и северных районов Крыма» было подписано Советом Министров СССР 20 сентября 1950 года. Но уже в постановлении 1952 года об утверждении проектного задания на строительство ГЭС речь шла о стимулировании развития промышленности — этот поворот был связан с приходом к власти Никиты Хрущёва, отказавшегося от Сталинского плана в пользу освоения целины.
Строительство Каховской ГАС продолжалось с 1950 по 1956 год. Объект являлся одной из великих строек коммунизма. Каховская ГЭС являлась шестой и самой нижней ступенью Днепровского каскада гидроэлектростанций.

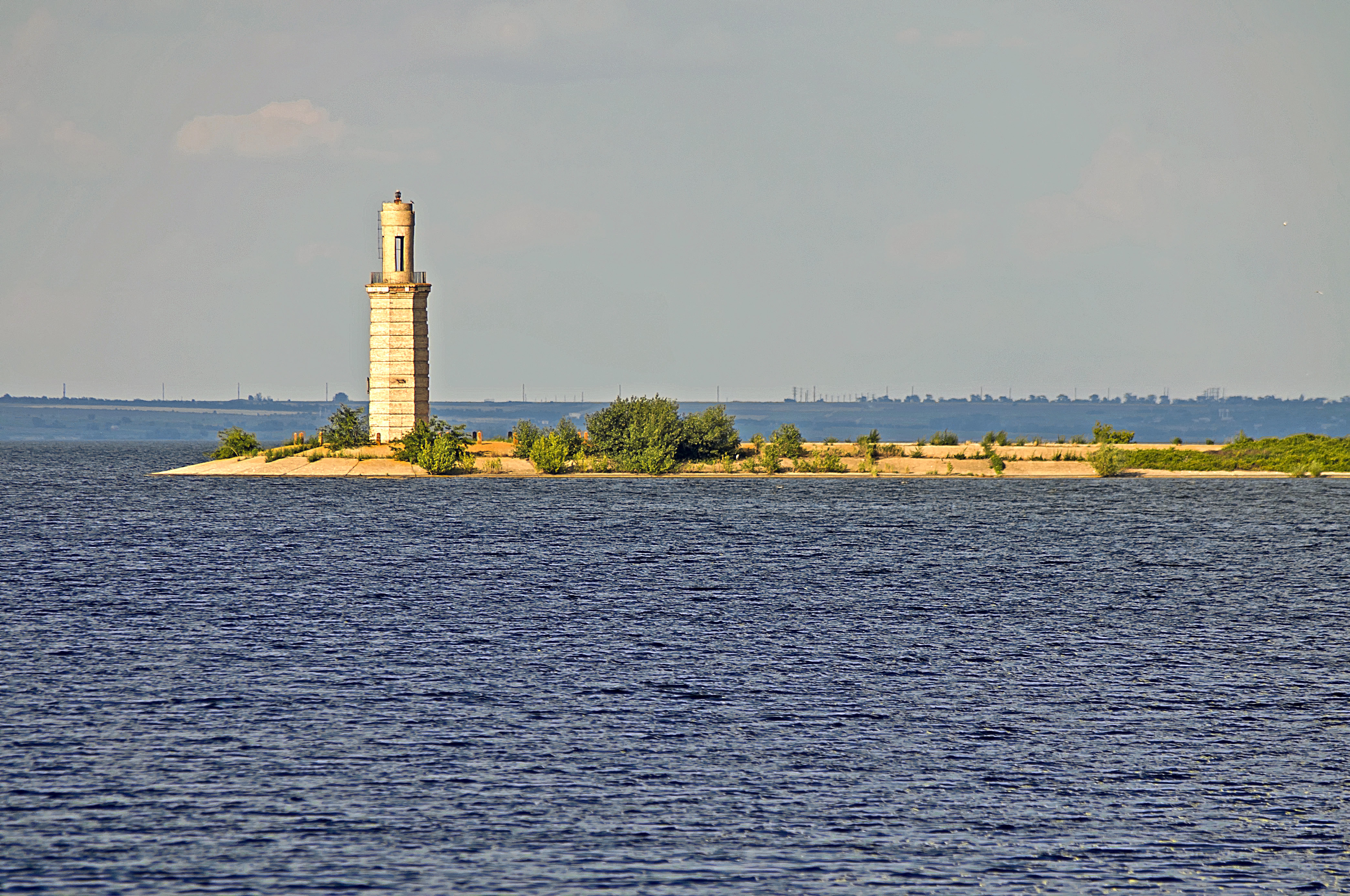
Маяк

Строительством объекта руководил коллектив «Днепрострой», в 1927—1932 отвечавший за сооружение Днепровской ГЭС. Главным инженером был назначен Пётр Непорожний. Проектные инженерные работы велись Украинским отделением института «Гидроэнергопроект». Основное оборудование поставлялось Харьковским турбинным заводом, Запорожским трансформаторным и механическим заводами. Главный архитектор проекта Каховской ГЭС — Георгий Орлов. Под его руководством над проектом работали архитектор Юрий Гумбург (соавтор — А. Л. Волчик). Нижние ворота шлюза оформлены в виде рустованных пропилей с балконами на кронштейнах, а верхние ворота имеют вид триумфальной арки, которая стала одним из символов Новой Каховки. В едином ансамбле с ними оформлен и маяк.

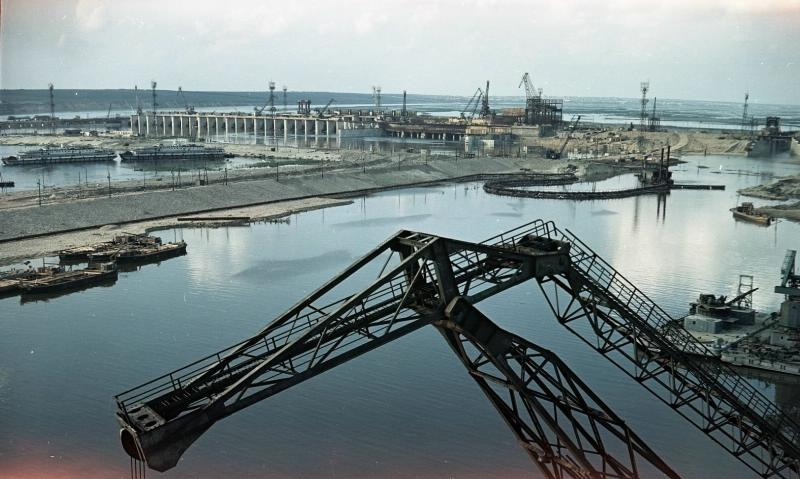
Новая Каховка в 1955 году

В строительстве станции приняло участие 12 тысяч человек, среди них не было заключённых, труд которых активно использовали на других «великих» стройках. В работу было вовлечено 1100 автомашин, 30 экскаваторов, 75 гусеничных и портальных кранов, 100 бульдозеров, а также 14 паровозов и 7 земснарядов. Всего было выполнено 35 млн м³ земляных работ, 1420 м³ бетонных и железобетонных сооружений, 1873 тыс. м³ каменных укреплений, а также 31,1 тыс. металлоконструкций и оборудования.

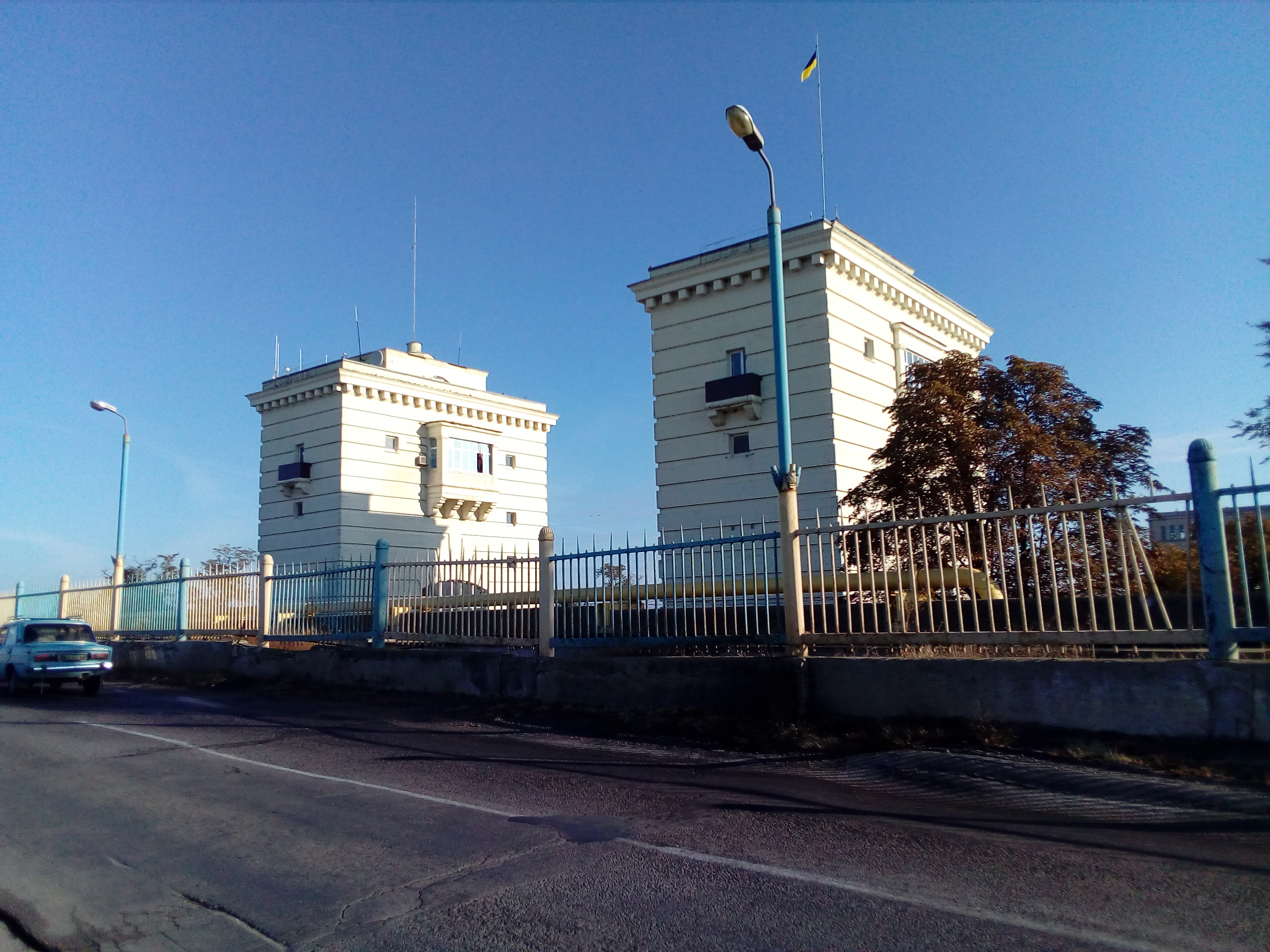
Нижние ворота судоходного шлюза

Для обслуживания и строительства станции на месте винодельческого совхоза Ключевое был основан новый город Новая Каховка. Новую Каховку проектировали архитекторы Дмитрий Маторин и Вера Монтлевич. Они построили единый благоустроенный город, связанный с гидроузлом, подходящий для жизни как для строителей, так и для персонала станции. Строительство Новой Каховки продолжалось с мая 1951 года по вторую половину 1955 года, одновременно с работами по сооружению дамбы. ГЭС была главным градообразующим предприятием, однако уже в 1955 году рядом был построен крупный электромашиностроительный завод. На 2019 год количество жителей города достигало 45 тысяч.

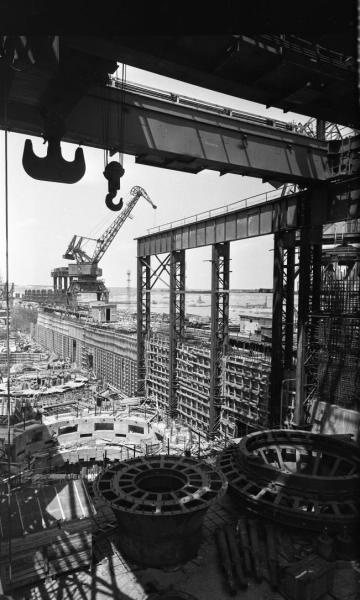
Строительство ГЭС

Одновременно с возведением Новой Каховки шли активные работы по строительству станции. На первом этапе была построена подъездная железная дорога по трассе Фёдоровка — Новая Каховка длиной 154 км. C 1952 по 1953 год проходила разработка котлована и намыв песка в тело земляных плотин. С июля 1953 по июль 1955 проводилась укладка бетона в сооружение гидроузла. 23 мая 1953 года произошло затопление котлована ГЭС. 11 июня 1955 через шлюз прошёл первый караван барж. Пассажирское движение через Каховский шлюз было запущено 30 июня 1955 года. В том же году станцию передали в структуру «Укргидроэнерго».

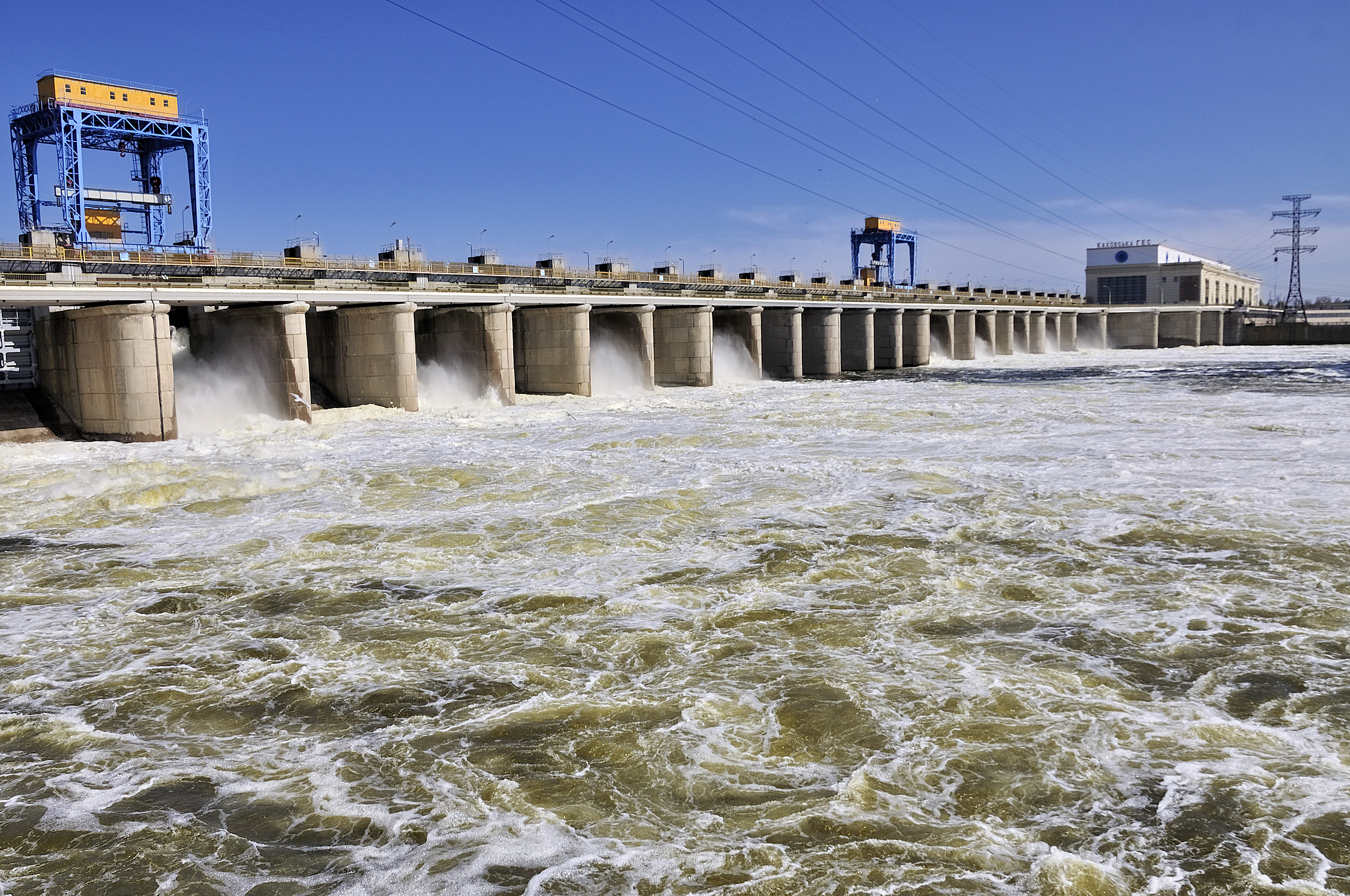
Сброс воды в апреле 2013 года

Перед началом заполнения водохранилища на затопляемых территориях свели лес. Государство выделило 13,8 миллиона рублей на переселение десятков поселений — в разных источниках их число варьируется от 27 до 90 поселений. Разъяснительной работы не проводилось, переселение в специально выстроенные 1063 домов было добровольно-принудительным. Осенью 1955 и весной 1956 года водохранилище Каховской ГЭС затопило историческую местность Великий Луг, связанную с историей Запорожской Сечи и древние курганы. Под воду ушли 257 тысяч гектаров днепровских плавней — пойменных островов с плодородными почвами и огородами.
ГЭС подняла уровень воды в Днепре до 16 м. Образовавшееся Каховское водохранилище — одно из самых больших на Днепре — было введено в эксплуатацию в 1956 году. Его площадь составила 2155 км², а полный объём — 18,2 км³.
Всю зиму поднимались воды Днепра, заливая плавни, озёра. А весной, когда по всем притокам из верховьев тронулся лёд, а за льдом богатейшее половодье, – весь Днепровский Низ от Запорожья к Каховке сразу стал неузнанным. Пошёл под воду большой Запорожский Луг, утонули навеки старые кресты на дедовских кладбищах. Исчезли реки Подпольная, Скарбна... Родилось море, бескрайнее, с необъятным морским горизонтом. Геологическое чудо! ... на дне которого затонувшее навеки детство.советский кинорежиссёр Александр Довженко
В машинном зале ГЭС установлены 6 вертикальных гидроагрегатов общей мощностью 350 МВт, вырабатывающих 1420 ГВт⋅ч электроэнергии в год. Первый гидроагрегат был запущен 18 октября 1955 года, последний — 13 октября 1956 года. 19 октября 1959 Каховская ГЭС была принята в промышленную эксплуатацию с установленной мощностью 312 МВт.
В июне 2000 года Кабинет министров Украины присвоил Каховской ГЭС имя Петра Непорожнего. В честь энергетика на территории станции также была установлена мемориальная доска.

### Эксплуатация и реконструкция

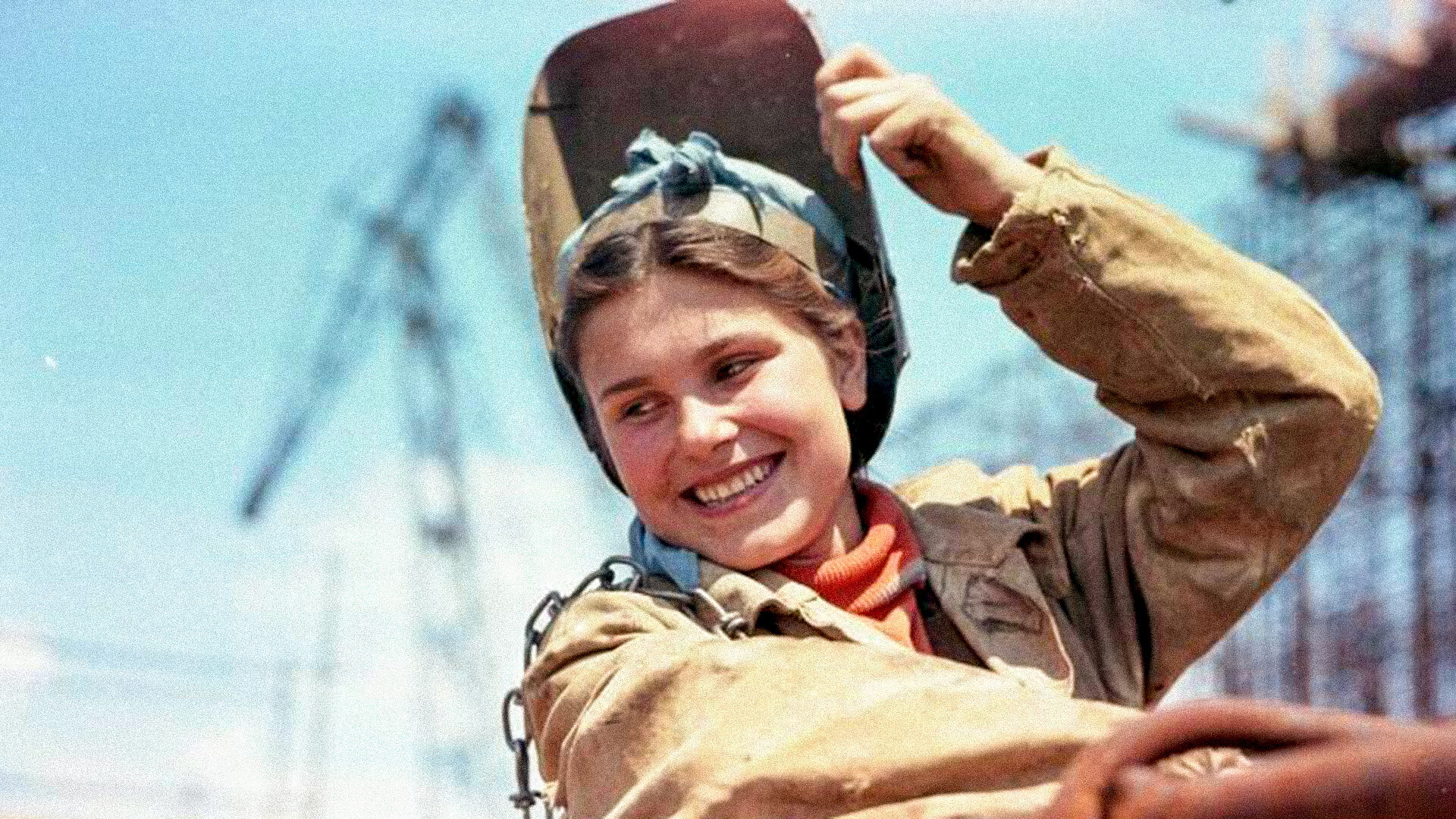
Сварщица Рая Молдован на Каховской стройке

Проведённый в середине 1990-х анализ состояния Каховской ГЭС показал моральный и физический износ основного оборудования станции. Для продления времени эксплуатации и улучшения качества и мощности производства электроэнергии в 1996 году было принято решение начать двухэтапные ремонтные работы по реконструкции оборудования и сооружений ГЭС. Работы проводились за счёт кредита Международного банка реконструкции и развития, гранта Швейцарского правительства и собственных средств компании.
В рамках первого этапа, продлившегося с 1996 по 2002 год, были проведены работы по замене рабочих колёс гидравлических турбин ПЛ 548-ВБ-800 на экологически чистые ПЛ 20 с более высоким КПД. Это позволило минимизировать риски попадания турбинного масла в Днепр. Были заменены 16 воздушных выключателей в закрытом распределительном устройстве 154 кВ на более надёжные электрогазовые выключатели. Также вместо электромашинных возбудителей на гидроагрегатах № 1-4 были установлены новые тиристорные системы возбуждения агрегатов, а блочный трансформатор № 4 был полностью заменён. Помимо этого на трёх линиях электропередач были установлены дополнительные трансформаторы тока мощностью 154 кВ, а на всех шести блоках — генераторы-трансформаторы.

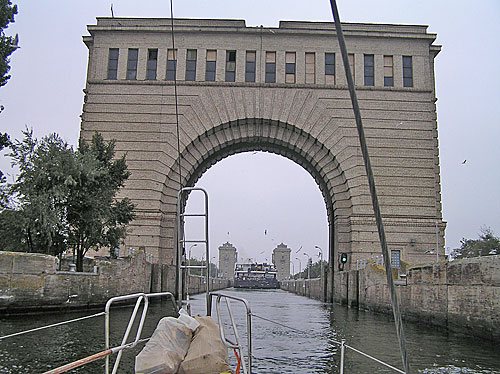
Верхние ворота шлюза, спроектированные в виде арки архитектором Григорием Орловым. Фото 2006 года

Второй этап реконструкции начался в 2005 году, вместо запланированного ранее 2002 года. В промежуточный этап реконструкции все работы по модернизации станции выполнялись за счёт средств компании. С 2002 по 2005 год на территории станции был построен новый административно-бытовой корпус. В 2020 году рядом возвели тёплый склад ангарного типа для хранения оборудования, запчастей и материалов, требующих особых условий. Также в это время были переоборудованы системы управления, диагностики и мониторинга гидроагрегаторов и была введена автоматизированная система контроля безопасности гидротехнических сооружений. Новая система позволила отслеживать технологический процесс производства электроэнергии на экранах мониторов.
В 2005 году также был проведён ремонт автомобильной дороги М14 на плотине Каховской ГЭС. На церемонии открытия дороги присутствовал президент Украины Виктор Ющенко.

Мемориальная доска Петру Непорожнему на здании ГЭС

В рамках второй очереди реконструкции, продолжавшейся с 2005 по 2013 год, на станции были полностью заменены гидросиловое и электротехническое оборудование гидроагрегата № 5. Были частично заменены разъединители 154 кВ, полностью заменено комплектное распределительное устройство КРУ-6 кВ, щиты постоянного тока и компрессоры высокого и низкого давления. Помимо этого были затампонированы водосбросные отверстия донных водосбросов.

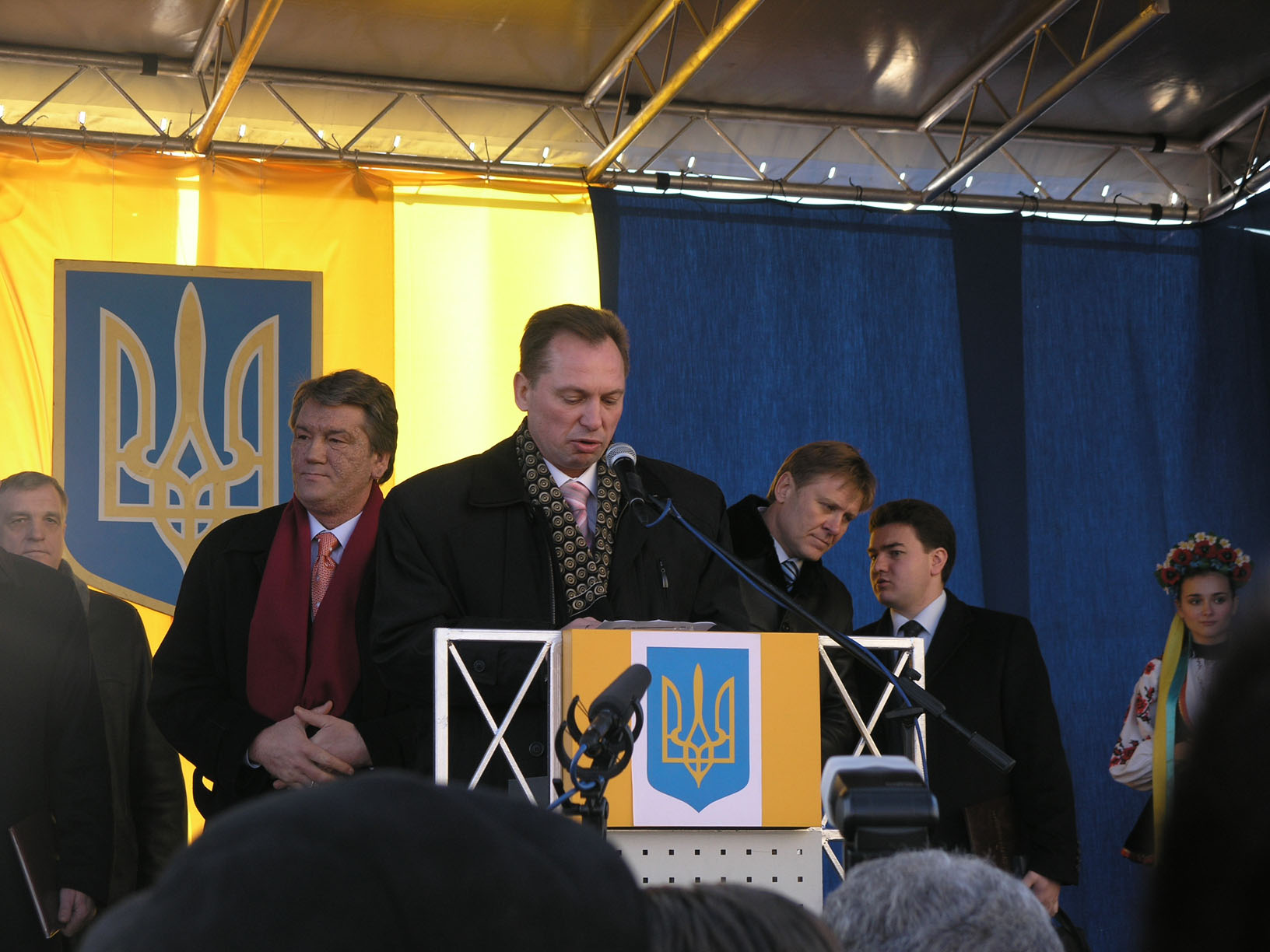
Президент Украины Виктор Ющенко на торжественном мероприятии окончания модернизации ГЭС

В 2016 году Корпус инженеров Армии США провёл техническое обследование шлюзов на Днепре, включая Каховскую ГЭС. Американские специалисты констатировали неудовлетворительное состояние объектов и необходимость их срочной реконструкции. В 2020 Кабинет министров Украины запланировал проведение капитального ремонта судоходных шлюзов Каховской ГЭС. На тот момент техническое состояние сооружений, их технического оборудования и гидротехнических конструкций шлюзов Каховской ГЭС оценивалось как «непригодное к нормальной эксплуатации» или «аварийное». Необходимая сумма на полную реконструкцию системы шлюзов оценивалась в 3-3,5 млрд гривен. Тендер на капитальный ремонт шлюзов выиграло предприятие «Спецтермомонтаж-Энерго». В феврале-марте 2021 года проводились работы по капитальному ремонту гидротехнических конструкций водопроводных галерей и днища судоходной камеры Каховского судоходного шлюза. В июле 2021 года стало известно, что «Спецтермомонтаж-Энерго» выиграл другой тендер на капитальный ремонт шлюзов Каховской ГЭС, в рамках которого планировалось полностью заменить рабочие и аварийные затворы водопроводных галерей верхней и нижней голов, капремонт направляющих путей рабочих и аварийных затворов водопроводных галерей верхней и нижней голов; внедрить нестандартизированные монтажные приспособления и антикоррозионную защиту направляющих путей. Работы, общая стоимость которых составила 75 млн грн, планировалось завершить до конца 2022 года.

### Вторжение России в Украину

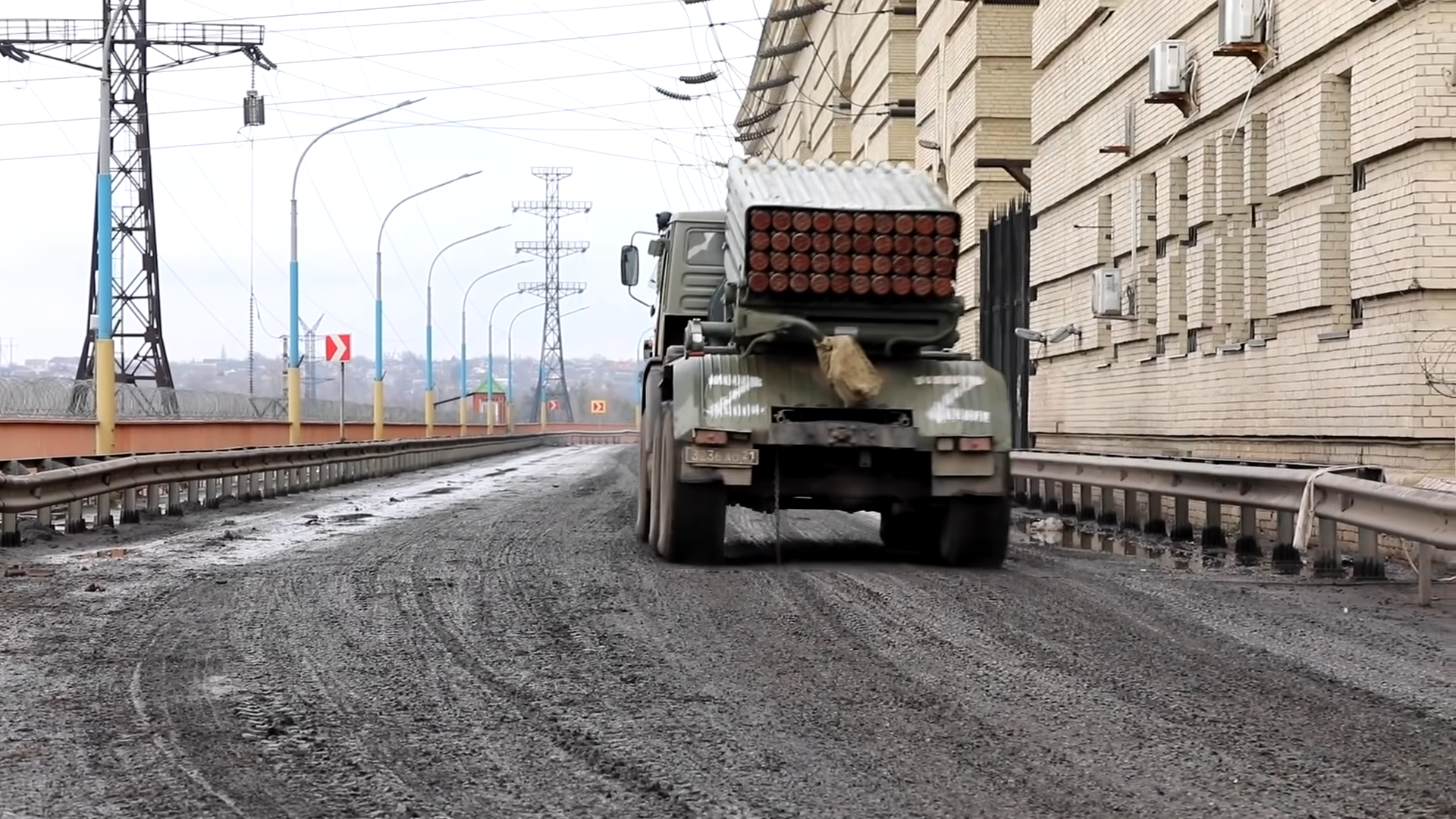
РСЗО Град ВС РФ проезжает по Каховской ГЭС в марте 2022 года.

24 февраля 2022 года, в первый день вторжения российских войск, Новая Каховка и Каховская ГЭС были захвачены подразделениями вооружённых сил РФ, атаковавшими Херсонскую область из аннексированного Россией в 2014 году Крымского полуострова. 16 марта Росгвардия отчиталась о полном захвате станции.
12 августа 2022 мост через Днепр на дамбе Каховской ГЭС был выведен из строя в результате ракетно-артиллерийских ударов украинской армии и стал непригоден для перемещения военной техники. Мост в районе ГЭС в Новой Каховке был одной из трех переправ через Днепр в Херсонской области наряду с Антоновским автомобильным мостом и одноимённым железнодорожным мостом. Все эти три моста атаковали украинские силы с целью блокировать снабжение российской группировки войск на правом береге Днепра.
9 ноября глава Минобороны России Сергей Шойгу и Сергей Суровикин поручили отвести войска на левый берег. 10 ноября российские войска при отступлении подорвали переправы через Днепр, в том числе несколько пролетов Каховского моста у правого берега. Плотина в месте взрыва получила небольшие повреждения.
После отхода на левый берег российские войска контролировали только станцию, но не простреливаемую плотину. 15 ноября Каховская ГЭС по распоряжению российских оккупационных властей перестала производить электроэнергию.

### Разрушение
В начале июня 2023 года украинские войска начали контрнаступление сразу на нескольких фронтах. Ночью на 6 июня, предположительно в 2:50 по местному времени, была прорвана бетонная плотина. Хлынувшая вода стала стремительно поднимать уровень воды в Днепре. В тот же день российская и украинская сторона обвинили друг друга в подрыве гидросооружения. 16 июня издание The New York Times опубликовало расследование, назвавшее наиболее вероятной причиной разрушения плотины детонацию заряда взрывчатки, заложенного в технический проход у бетонного основания. Этот тоннель соединён с машинным залом станции, которую на протяжении всего времени контролировала российская сторона. Эрозия плотины или её обстрел, по мнению специалистов, не могли привести к таким разрушениям. На взрыв также указывают характерные сейсмические сигналы, зафиксированные датчиком в Румынии и датчиком на Украине. Сообщалось, что американские разведывательные спутники также зафиксировали инфракрасные тепловые сигналы, которые также указывают на взрыв.
Последовавшее за разрушением плотины катастрофическое наводнение затронуло 600 км² Херсонской области, более 50 населённых пунктов и привело к многочисленным жертвам. Масштаб ущерба для экономики и экологии Украины и всего Черноморского региона ещё предстоит оценить.

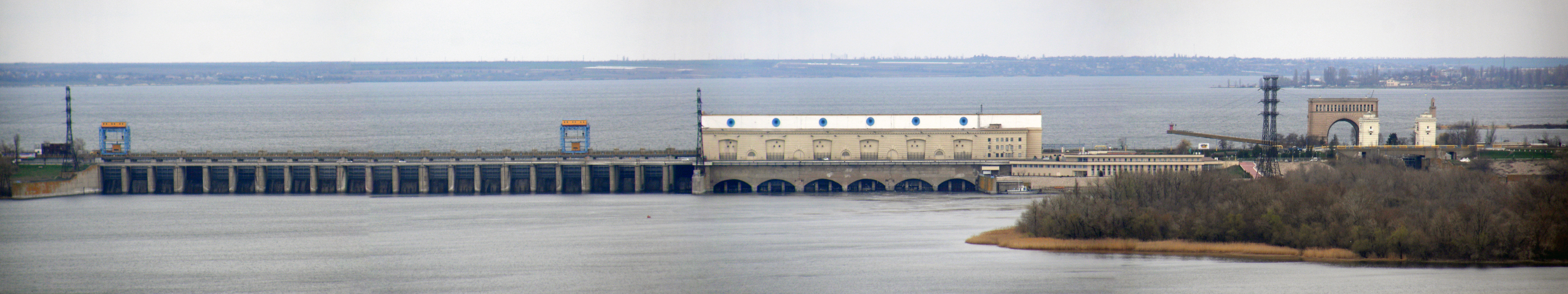
Панорама Каховской ГЭС

### Возможное восстановление
Глава «Укргидроэнерго» Игорь Сирота неоднократно заявлял, что Днепровский каскад обеспечивает большую часть населения региона пресной водой и что восстановление дамбы начнётся так скоро, как прилегающая территория будет освобождена от российских военных. По словам директора украинского «Центра исследования энергетики» Александра Харченко, без водохранилища крупные предприятия Днепропетровской области не смогут работать даже на 50 % своей мощности, а кроме того Каховская ГЭС балансирует энергосистему Украины. Кроме того, без водохранилища перестал работать Днепровский шлюз, из-за чего речной транспорт заперт в пределах верхнего и среднего течения Днепра. Однако на строительство новой ГЭС может понадобиться 5 лет и около миллиарда долларов.
Экологи указывают на то, что природоохранная программа Европы Biodiversity strategy for 2030 предусматривает только до 2030 года освобождение 25 тысяч километров рек. Естественное течение рек как раз сдерживают дамбы. И если Каховская дамба уже разрушена, то, возможно, её не нужно восстанавливать и вместо этого стоит найти альтернативные решения. Задачи ирригации могут решить водохранилища на менее крупных реках и насосные станции на Днепре. В то же время упразднение Каховского водохранилища откроет возможность для воссоздания 200 тыс. гектаров украинских степей, лугов и пойменных лесов и послужит оздоровлению экосистем нижнего течения Днепра.

## Проект Каховской ГЭС-2
На протяжении многих лет до разрушения Каховской ГЭС готовился проект расширения Каховского гидроузла за счёт строительства дополнительной станции — так называемой Каховской ГЭС-2. Новая станция увеличила бы мощность Каховского гидроузла с 334,8 МВт до 584,4 МВт за счет использования холостых сбросов существующей ГЭС. Тем самым, при сохранении того же уровня водохранилища удалось бы довести полезное использование стока до 95 %. ГЭС-2 позволила бы перевести работу Каховского гидроузла с базового режима генерации электроэнергии в полупиковый и пиковый, что благотворно сказалось на стабильности всей энергосистемы Украины. Станцию планировали построить в Казацком и Весёлом Бериславского района, на правом берегу существующей земляной плотины. Общая площадь строительства составила бы 38,85 га.
Изначально планировалось, что Каховская ГЭС-2 будет состоять из 6 агрегатов общей мощностью 275 МВт. Затем проект изменили, предусмотрев установку 4 гидроагрегатов мощностью по 62,5 МВт каждый. Начало строительства станции несколько раз передвигали. Так, в 2013 году планировали начать в 2016, в 2015 году отодвинули старт работ на 2017-й. В 2015 году глава «Укргидроэнерго» Игорь Сирота оценивал стоимость проекта 424—450 млн евро, которые, по его словам, полностью предоставят международные финансовые организации. Технико-экономическое обоснование прошлогосударственную экспертизу и было одобрено распоряжением Кабинета министров только в марте 2017. Оно же зафиксировало стоимость проекта в 13,47 млрд гривен (в 2013 году проект оценивали в 5 млрд). Финансировать строительство планировалось за счёт тарифа на производство электроэнергии ПАО «Укргидроэнерго», собственных средств предприятия, а также кредитов под госгарантии на условиях софинансирования. Большую часть средств — 12 млрд гривен — должны были предоставить Европейский банк реконструкции и развития (ЕБРР), Европейский инвестиционный банк (ЕИБ) и немецкий государственный банк KfW. В июле 2017 года Кабинет министров утвердил «Программу развития гидроэнергетики до 2026 года», которая предусматривала строительство Каховской ГЭС-2 мощностью 250 МВт. «Укргидроэнерго» планировал завершить проектирование станции до конца 2018 года. Осенью 2019 года Сирота оценивал стоимость проекта в 500 млн евро и срок строительства — в 6 лет. В декабре 2020 года Каховская ГЭС-2 была внесена в перечень приоритетных для государства инвестиционных проектов на период до 2023 года. Развитие проекта и строительство новой станции было прервано из-за полномасштабного вторжения России на территорию Украины и захвата Каховской ГЭС.
Эксперты в области энергетики в заключении к правительственному решению 2017 года указывали, что инициаторы новой ГЭС не предоставили достаточных аргументов в пользу дорогостоящего строительства. Заявленная общая мощность Каховской ГЭС-2 составляет 1,25 % от общей мощности работавших в 2016—2017 годах украинских электростанций. Планируемый объём производства электроэнергии на этой ГЭС 44 млн кВт·ч в год (у ГЭС-1 — 1420 млн кВт⋅ч), что составляло лишь 0,3 % от производства электроэнергии в Украине в 2016 году. В 2017 году председатель Херсонской областной администрации Андрей Гордеев заявил, если с развитием возобновляемых источников электроэнергии в регионе удастся достичь дополнительной выработки в 250 МВт, то у областной власти появится аргумент, чтоб поставить под сомнение целесообразность строительства второй гидроэлектростанции на Каховском водохранилище.

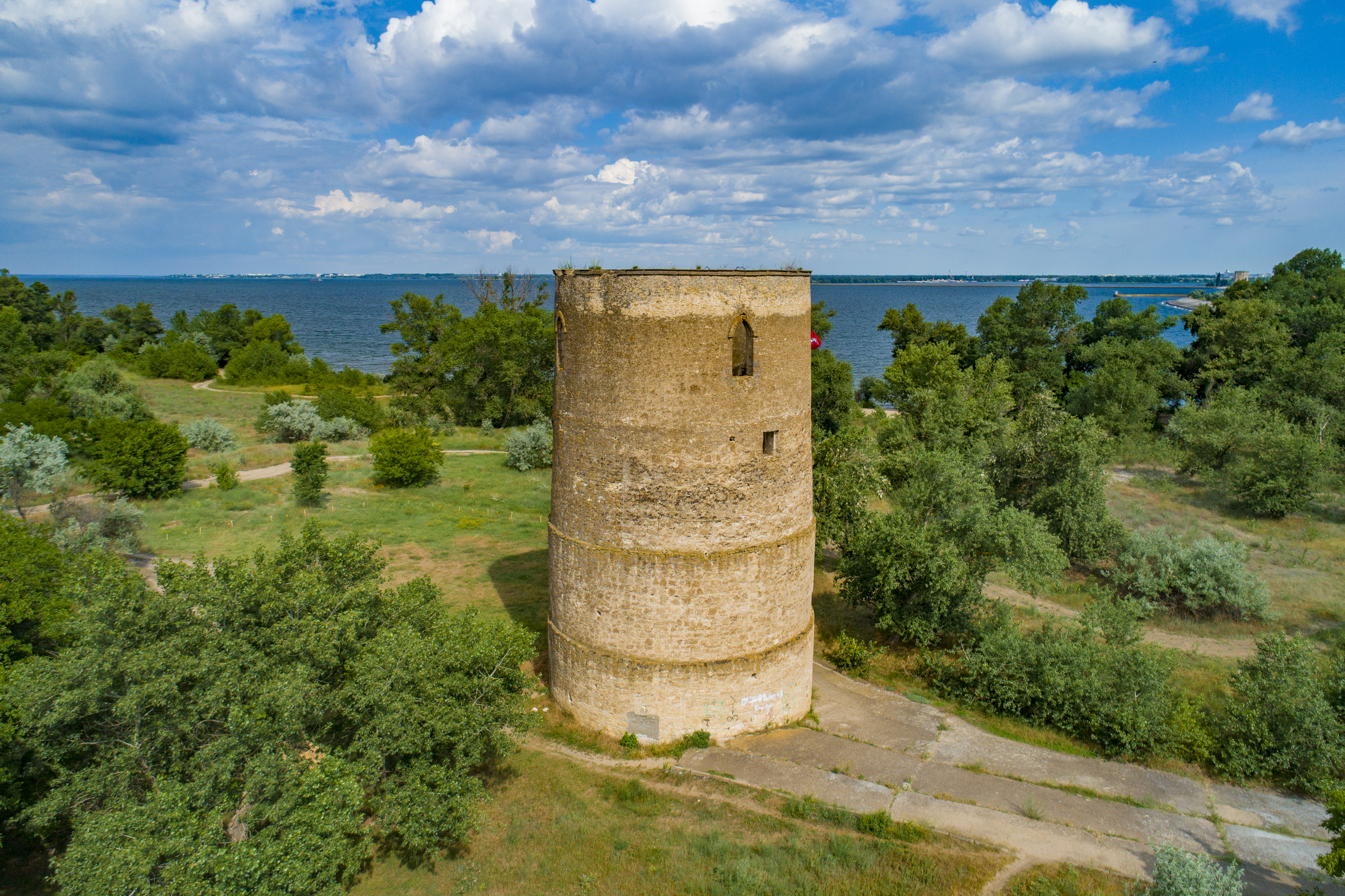
Башня Витовта в 2020 году

Проект Каховской ГЭС-2 вызвал критику и со стороны экологов. Они выражали опасение, что в одобренную правительством программе строительства станции не были включены оценки современного состояния водных экосистем региона. Также проект изначально не был согласован с Министерством охраны окружающей среды и природных ресурсов и Государственным агентством водных ресурсов Украины. Возведение Каховской ГЭС-2 могло привести к серьёзным экологическим последствиям. Сперва строительство замутит воды Днепра, илистые взвеси и загрязняющие вещества со стройплощадки повлияют на рыбовоспроизводство, будут разрушены многие нерестилища. Затем, уже во время эксплуатации, ГЭС-2 будет сбрасывать воды в пиковые часы утром и вечером, так что уровень Днепра будет резко подниматься дважды в сутки (до метра в районе плотины и около полуметра в Херсоне). Скорость течения во время сброса будет удваиваться, стремительные потоки начнут размывать берега. Появятся новые овраги, осыпи, смытый грунт будет оседать и менять русло. Изменится уровень грунтовых вод, сформируются новые районы подтопления. Исчезнет большая часть острова Казацкий около плотины, где есть растения, занесённые в Красную книгу Украины. Также пострадают особо охраняемые территории в дельте Днепра.
Строительство станции планировалось в непосредственной близости от башни Витовта — архитектурного памятника XIV—XV веков. Согласно изначальному проекту Каховской ГЭС-2, эта территория подлежала затоплению, что привело бы к исчезновению единственного сохранившегося оборонительного сооружения времён Великого княжества Литовского на юге Украины. Однако в 2018 году сооружение было внесено в Государственный реестр недвижимых памятников Украины в качестве объекта культурного наследия национального значения, в результате чего 80 метров вокруг строения получили статус охранной территории. Новый план Каховской ГЭС-2 был скорректирован таким образом, чтобы башня находилась как минимум в 75 метрах от места затопления.

## Отражение в культуре
В 1951 году была выпущена марка Почты СССР из серии «Великие стройки коммунизма». На ней была показана не только Каховская ГЭС, но также Северо-Крымский канал (сдан в 1971 году) и Южно-Украинский канал (завершён к 1979 году).
Советский кинорежиссёр, писатель и общественный деятель Александр Довженко стал свидетелем затопления и создал сценарий фильма «Поэма о море». Он умер накануне первого съёмочного дня. Работу продолжила его жена и сподвижник Юлия Солнцева. Вызвавший полемику фильм вышел на экраны страны в 1958 году и получил ряд советских и международных наград. Александр Довженко был посмертно удостоен Ленинской премии за создание сценария.